# Afdeling ofwel assistent-residentie
Een afdeling, ook assistent-residentie genoemd, was in Nederlands-Indië een onderdeel van een gewest. Een afdeling is te vergelijken met een gemeente.
Aan het hoofd stond een assistent-resident.
De assistent-resident was in zijn gebied tevens gewoon ambtenaar van de burgerlijke stand (ABS). Waar geen notaris was aangesteld nam hij ook het notariaat waar.